# Hengstler
A Hengstler GmbH é uma empresa de médio porte, especializada na produção de componentes industriais de contagem e controle. Como subsidiária da Fortive Corporation, é representada em todo o mundo no mercado eletro mecânico internacional.

## História
O relojoeiro Johannes Hengstler começou em 1846, no sul da Alemanha, com a produção em série de molas. Ao longo das próximas décadas, a produção foi ampliada com relé, encoder rotativo, contador mecânico e também impressora e cortador. Em 1995, a empresa foi assumida pela Danaher Corporation, uma preocupação americana que inclui mais de 400 empresas. Em 2016 passou a integrar o Grupo Fortive. Hoje, a Hengstler possui vários clientes proeminentes como Siemens, IBM, Festo ou Bosch.

## Produtos
A Hengstler representa um gerenciamento completo de projetos com aplicações customizadas sobre controle de processos e tecnologia ambiental. Existe um variado portfólio de produtos de encoder (encoders incrementais e absolutos, por exemplo), relé, contadores mecânicos e impressora e cortador para necessidades industriais.

## Internacional
Além disso, a Hengstler tem uma empresa irmã na Eslováquia, bem como várias agências na França, Itália e também nos EUA, Brasil e na Ásia.